# Pedro del Barrio Junco y Expriella

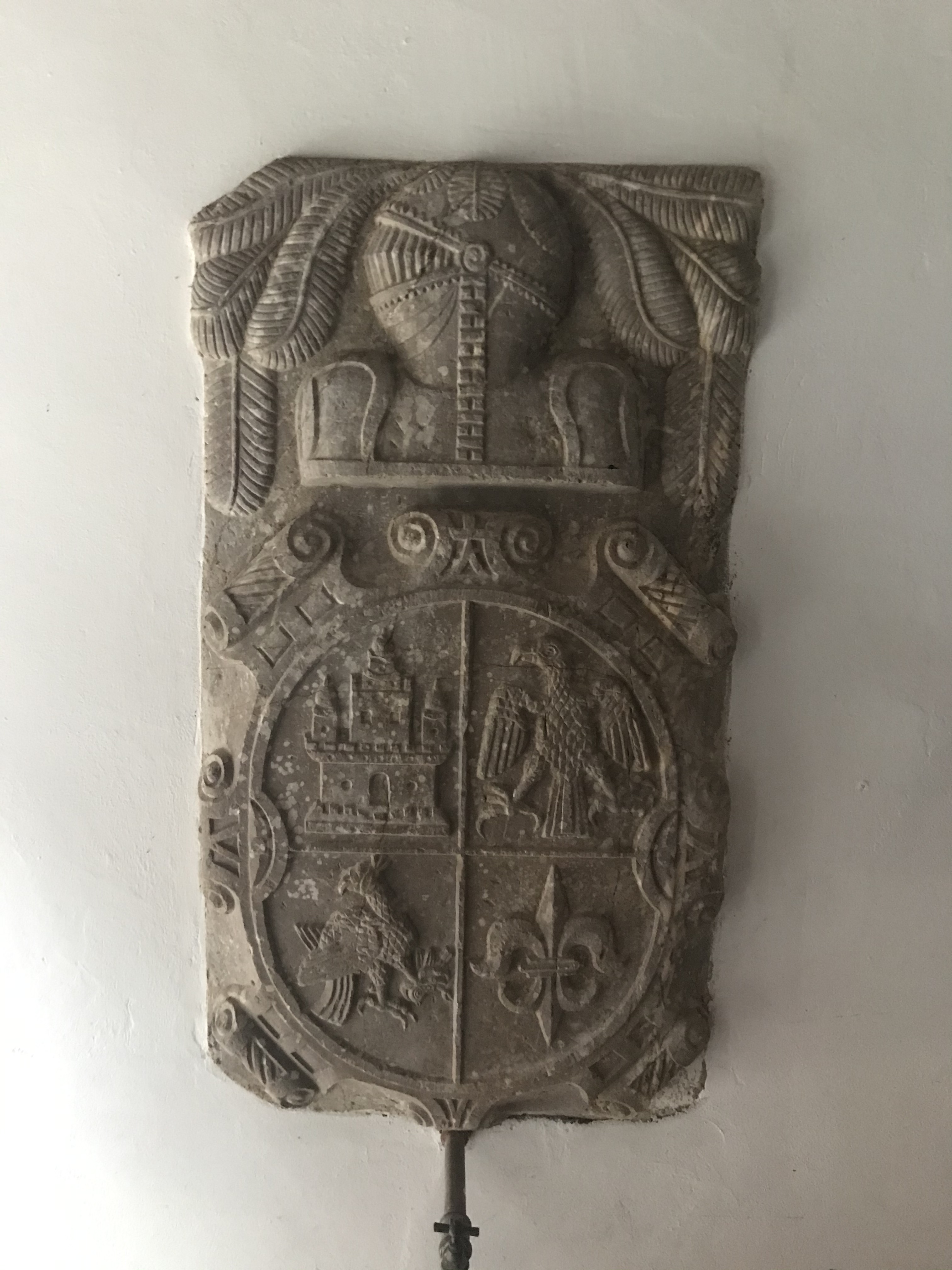

Pedro del Barrio Junco y Espriela (1682 -?) Fue un político español que gobernó la provincia del Nuevo Reyno de León de 1740 hasta 1746 y de 1752 a 1757 por segunda vez, fue también gobernador interino de la provincia de Texas de 1748 hasta 1750.

## Biografía
Pedro de Barrio Junco y Espriela nació en 1682, en Carranzo, Llanes (Asturias, España). Era hijo de Felipe de Barrio Junco y Espriella y Ana María Noriega Rubín de Celis. Tenía un hermano, Nicolás de Junco y Espriela, Caballero de Calatrava.
En 1740, la corona española lo nombró gobernador de la provincia del Nuevo Reyno de León, Nueva España (hoy Nuevo León, México), un gobierno que abandonó en 1746. Dos años después, el 3 de junio de 1748, fue nombrado gobernador interino de Texas. Se negó a los intereses españoles en la Misión de San Xavier del Bac y se opuso, sin éxito, para desarrollar la misión en el lugar que habían elegido los frailes. Sin embargo, en junio de 1749, Junco y Espriella habló con Juan Galván, un explorador que dirigió la misión de San Xavier del Bac, para idear un plan para organizar la expedición en el valle de San Javier (San Gabriel). Personalmente, investigó el valle para decidir cómo llevar a cabo la expedición. El 28 de agosto, después de regresar de su expedición, Barrio decidió elegir el teniente Galván para dirigir un nuevo grupo de soldados a San Javier. Su gobierno fue arbitrario, y en algún punto, mandó encarcelar al primer gobernante de San Antonio, pero este encarcelamiento duró poco tiempo. Fue removido del puesto de gobernador a finales de 1750, debido a que optó por ignorar el decreto real que prohíbía su participación en el comercio ilegal con los franceses y la existencia de los juegos de azar. Se investigaron los cargos en su contra y resultó ser partícipe de los mismos.
Fue nombrado gobernador de Nuevo León por segunda vez, en 1752 hasta 1757. Más tarde se desempeñó como alcalde provincial de la Santa Hermandad de la Nueva España. El 27 de marzo de 1765, Junco y Espriella fue nombrado capitán del Presidio de El Paso del Norte, (hoy Ciudad Juárez, México). No es conocido lugar y la fecha en la que murió, pero sí que en 1767 concluyó en vida la obra de su casa solariega en Cardoso (Llanes), pueblo natal de su madre. Dicha casa es hoy propiedad de la familia francesa Le Lanchon.

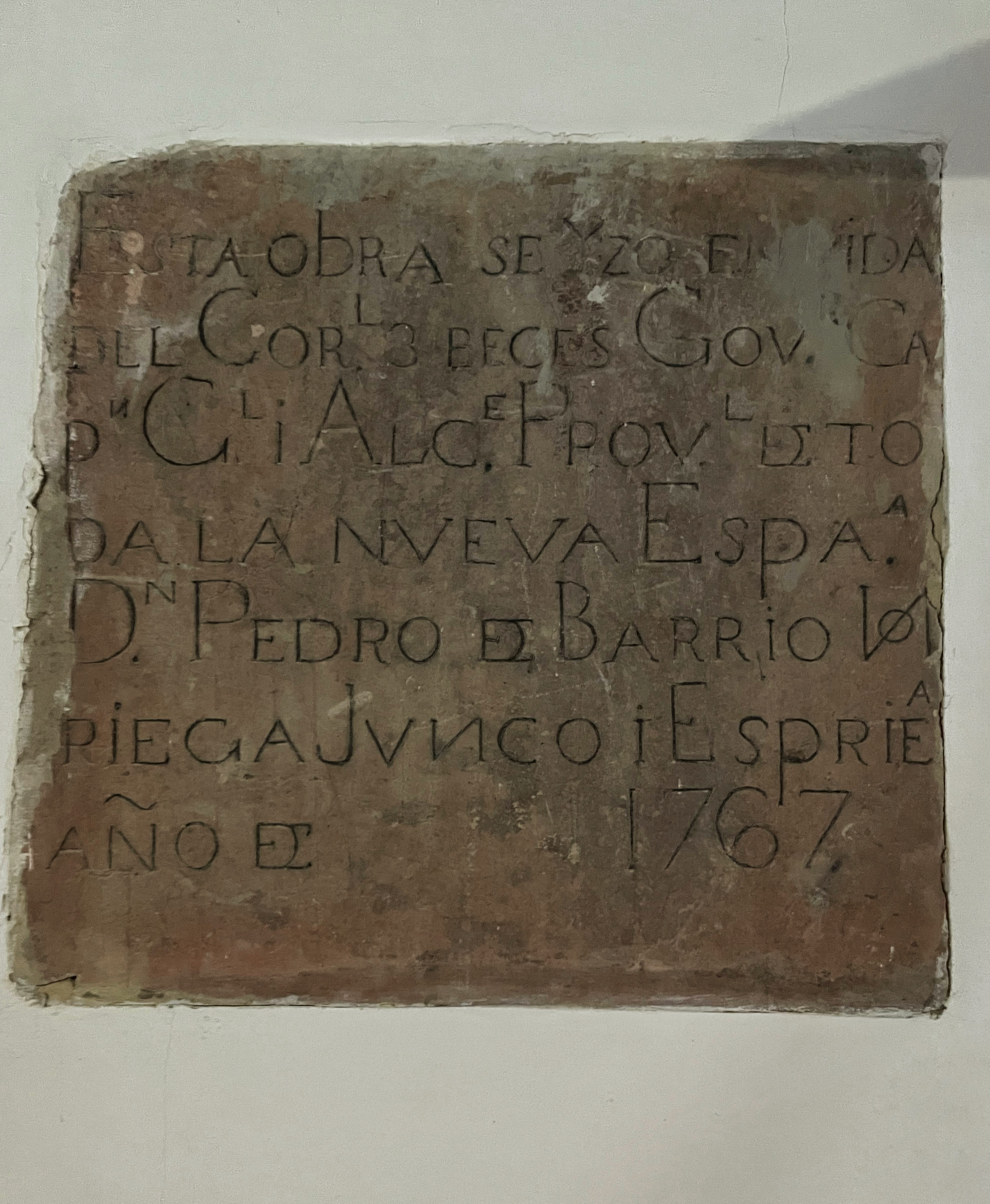

## Vida personal
Pedro de Barrio Junco y Espriela estaba casado con María Antonia Rodríguez, y tuvieron dos hijos.